# Leptochilus covexus
Leptochilus covexus är en stekelart som beskrevs av Giordani Soika 1987. Leptochilus covexus ingår i släktet Leptochilus och familjen Eumenidae. Inga underarter finns listade i Catalogue of Life.